# Bitterorange
Die Bitterorange oder Pomeranze (Citrus × aurantium L.), auch Sevilla-Orange und Saure Orange genannt, ist eine Zitruspflanze. Entstanden ist die Bitterorange vermutlich als Hybride zwischen Pampelmuse (Citrus maxima) und Mandarine (Citrus reticulata), wahrscheinlich im Süden Chinas.
Ihre Frucht ist ähnlich der aus den gleichen Elternarten entstandenen süßen Orange, aber bitterer, herbschmeckender und kleiner. Sie wird wegen ihrer gänzlich unterschiedlichen Verwendung von den süßen Orangen unterschieden. Während die Bitterorange spätestens im 11. Jahrhundert nach Italien gekommen ist, wurde die süße Variante erst im 15. Jahrhundert nach Europa eingeführt. Die Heimat der Pomeranzen ist heute nicht mehr feststellbar. Wahrscheinlich wuchsen die ersten Bäume mit der orangefarbenen Frucht in den südlichen tropischen Gebieten des Himalaya oder in den Gebirgsregionen Chinas. Fest steht, dass der Baum seit mehr als 4000 Jahren vor allem wegen seiner aromatischen Frucht kultiviert wird.

## Beschreibung

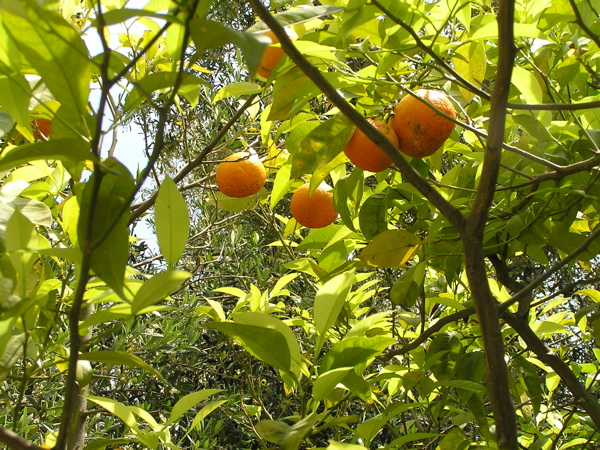
Zweige mit Früchten

Die Bitterorange wächst als immergrüner, bis zehn Meter großer Baum mit einer runden Krone. Die Zweige sind in den Blattachseln mit Dornen besetzt, die meist dünn und kurz sind, an jungen, stark wachsenden Trieben aber auch fünf bis acht Zentimeter Länge erreichen können.
Die ovalen Blätter enden in einer etwas ausgezogenen, aber stumpfen Blattspitze und sind am Blattgrund abgerundet bis keilförmig zulaufend. Der Blattstiel ist zwei bis drei Zentimeter lang und deutlich herzförmig verbreitert (geflügelt): Die Breite beträgt nahe der Blattspreite ein bis zwei Zentimeter, zum Spross hin läuft die Verbreiterung keilförmig aus. Die Blätter enthalten Öldrüsen, der Geruch des Öls (Petitgrain) wird als angenehm empfunden.
Die weißen Blüten duften ebenfalls stark. Fünf bis zwölf Prozent der Blüten enthalten nur Staubgefäße, kein Gynoeceum.

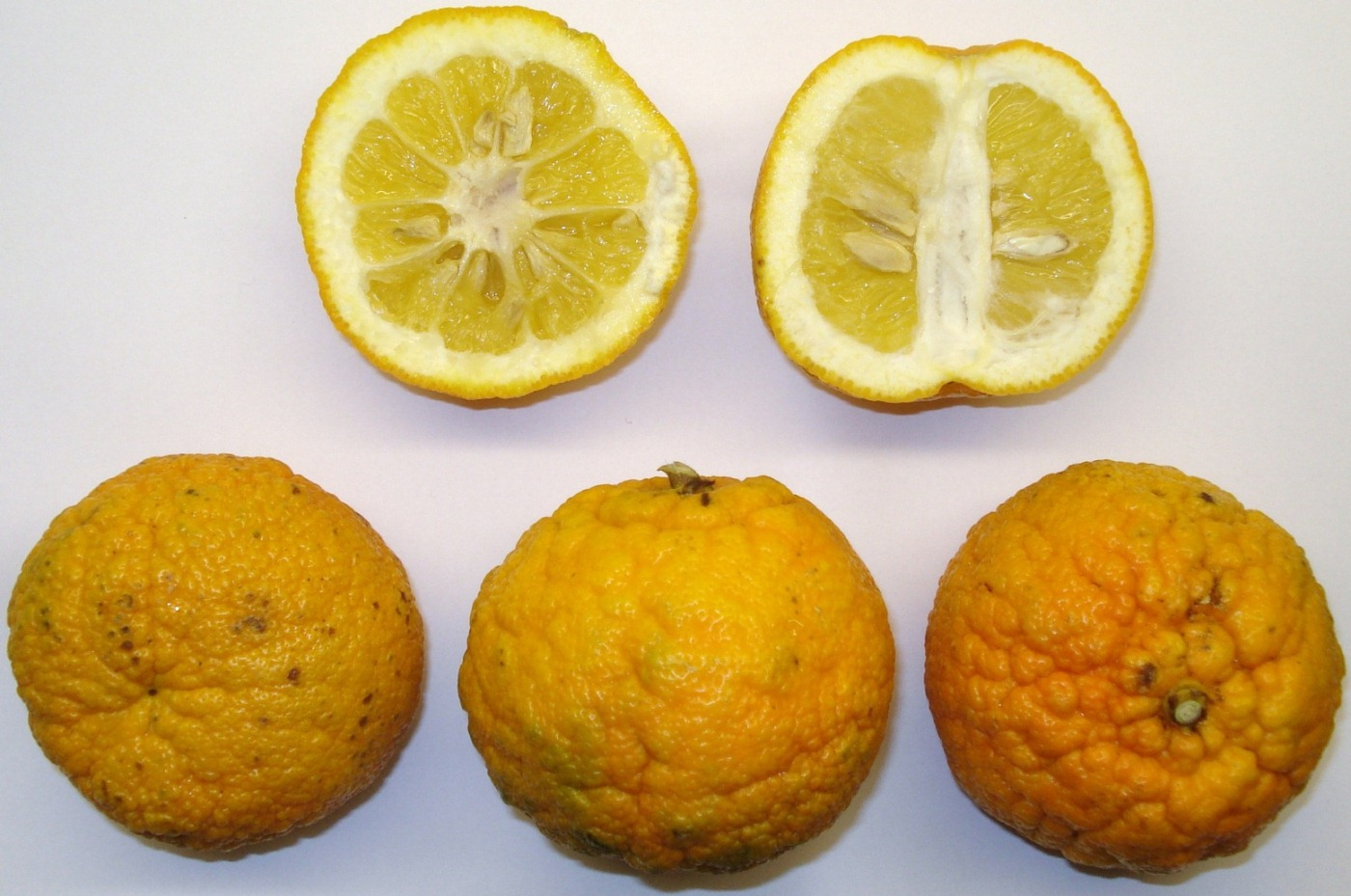
Bitterorangen

Die Früchte sind rundlich, etwas abgeplattet, die im reifen Zustand leuchtend orange Schale ist dicker und unebener als die der Orange. Die äußere, farbige Schale lässt sich relativ leicht abschälen. Im Innern ist die Frucht in zehn bis zwölf Segmente eingeteilt, viele Sorten enthalten zahlreiche Samen. Das Fruchtfleisch ist sauer, die weiße Schicht unter der Schale (Mesokarp, Albedo) und die Häutchen um die einzelnen Segmente (Endokarp) schmecken bitter. Die zentrale Achse der Frucht ist zur Reifezeit meist hohl. Erntezeit im Mittelmeerraum ist Januar bis Februar.

## Verwendung
Im deutschsprachigen Raum waren die aus Venedig eingeführten Pomeranzen und kandierte Pomeranzenschalen, insbesondere beim hohen Adel und der hohen Geistlichkeit begehrt. Aus der äußeren Fruchtschale wird Orangeat und aus der gesamten Frucht Orangenmarmelade hergestellt, wobei die äußere Fruchtschale abgeschält und zerkleinert dem Gelee beigegeben wird. Außerdem werden Schalen und Saft der Pomeranze für die Herstellung des Likörs Curaçao, des Berliner Likörs Mampe Halb und Halb  und der italienischen Bitterorangenlimonade Aranciata Amara benötigt. Die Chinottofrucht, vermutlich eine Varietät der Bitterorange, ist Basis für die Chinottolimonade; diese „italienische Cola“ gab ihrerseits das Vorbild für das maltesische Kinnie ab. Beide Produkt- bzw. Markennamen verweisen auf China als mutmaßliche Heimat der Ursprungspflanze.
Die Pomeranze liefert auch der Parfümerie gleich drei sehr wichtige Duftbausteine, die sich geruchlich deutlich voneinander unterscheiden:
- Neroliöl aus den Blüten. Als Nebenprodukt der Wasserdampfdestillation fällt als Kondenswasser das sogenannte Orangenblütenwasser an.
- Bitterorangenöl aus den Fruchtschalen. Wichtiger Duftbaustein in Eau de Cologne und vielen frischen „zitronigen“ Duftwässern.
- Petitgrainöl Bigarade aus Blättern, Zweigen und den unreifen grünen Früchten. Als Nebenprodukt fällt das Eau des Brouts an.

In mittelalterlichen Duftrezepturen verwendete man auch ein wässriges Destillat aus den Blüten, das Aqua Naphae genannt wurde.
Synephrin ist ein in der Bitterorange vorkommender Stoff, der als Fatburner vermarktet wird. Es wurden ähnliche Effekte wie bei dem pharmakologisch verwandten Ephedrin versprochen, die tatsächliche Wirksamkeit ist allerdings sehr umstritten.

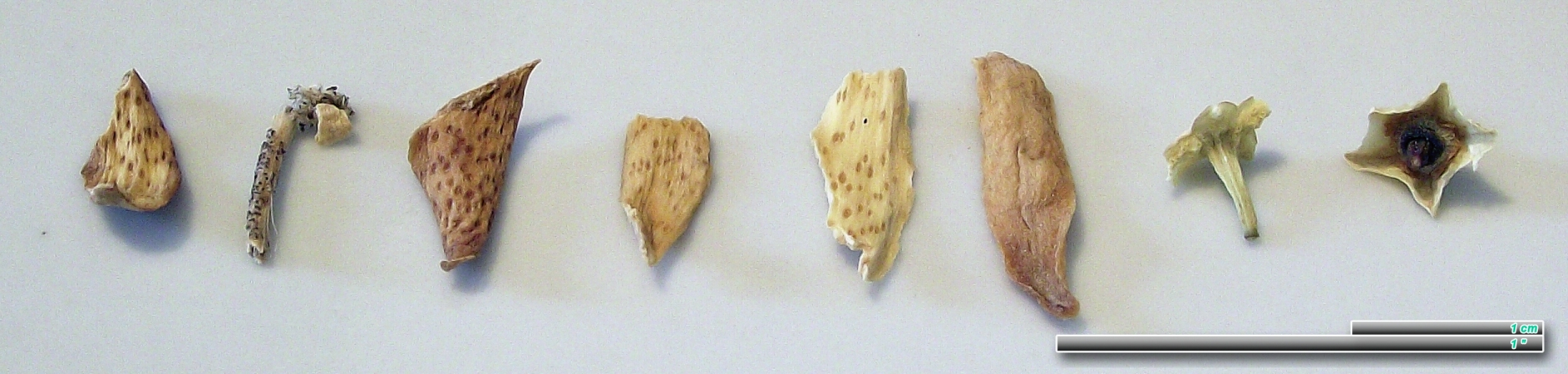
Die Blütendroge Aurantii amari flos

Hesperidin wird aus der getrockneten Frucht mittels Auskochen mit Wasser und anschließender Extraktion mit Natronlauge gewonnen. Dieser Naturstoff dient als Ausgangsprodukt der Synthese von Diosmin, einem Wirkstoff für Arzneimittel des kardiovaskulären Systems.
Furanocumarine sind gerinnungshemmende Substanzen, welche die Haut lichtempfindlicher (Photosensibilisierung) machen. Daher kann es bei gleichzeitiger intensiver Einwirkung von UV-Licht (Sonnenstudio bzw. intensives Sonnenlicht) zu Hautreizungen führen. Zusätzlich sind auch in geringen Mengen Cumarine enthalten.
Die getrocknete Blütendroge wird als Geschmacks- und Geruchskorrigens in pharmazeutischen Zubereitungen, vor allem Tees eingesetzt.

## Namensgebung

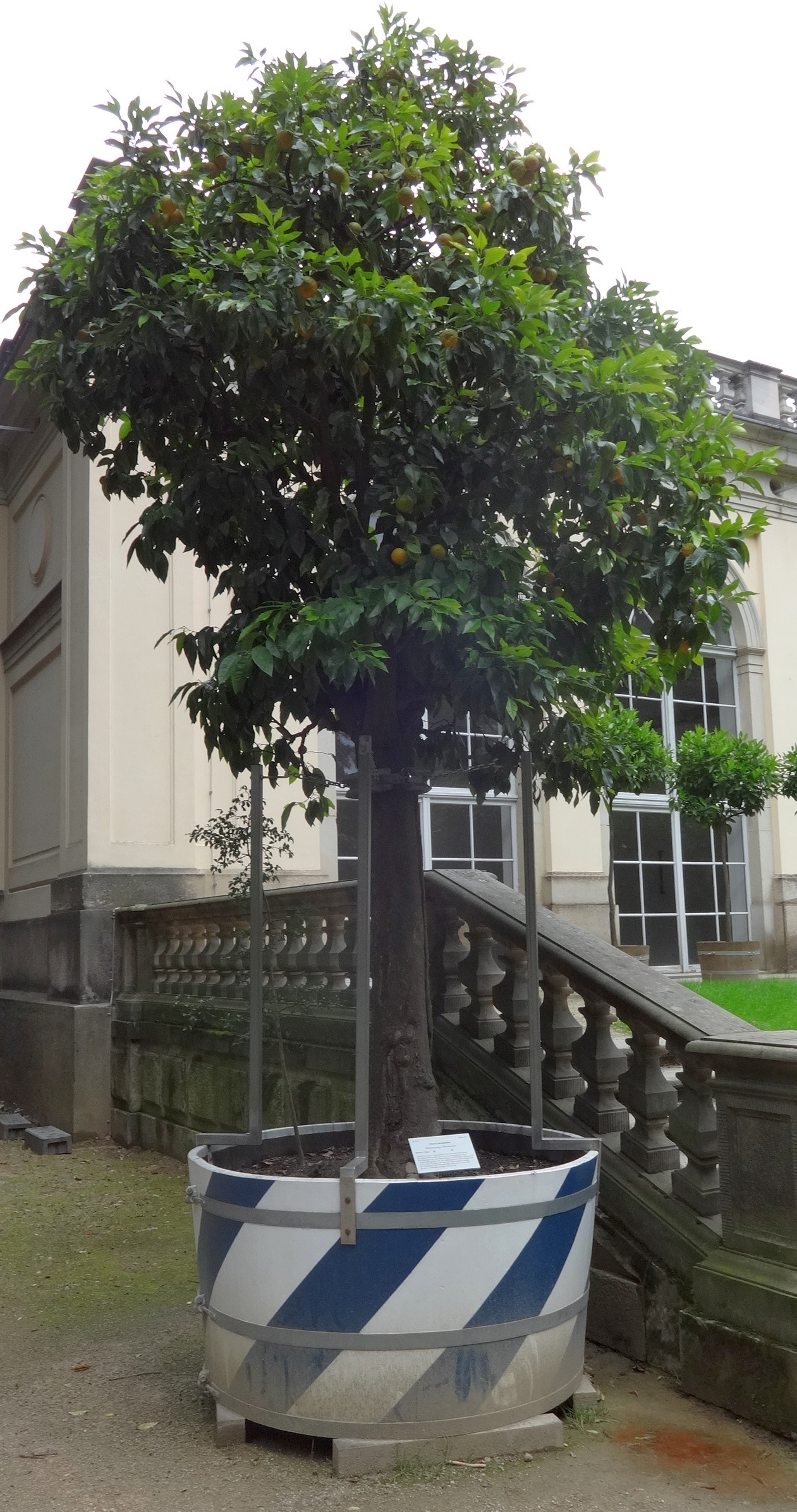
Älteste Bitterorangenpflanze (circa 300 Jahre) im deutschsprachigen Raum (Schlosspark Pillnitz)

Die Pomeranze kam bereits im Mittelalter nach Europa. Erste Erwähnungen im Mittelmeerraum finden sich im 10. Jahrhundert in arabischen Schriften als nārandsch / نارنج. Dieses Wort leitet sich über das Persische und Sanskrit von einem dravidischen Wort ab. In Spanien gab es spätestens im 11. Jahrhundert Pflanzungen von Bitterorangen. Die arabische Bezeichnung wurde ins Spanische und Portugiesische übernommen und ist der Ursprung des Wortes Orange (vgl. den Abschnitt Namensgebung im Artikel „Orange“). Erst bei Giovanni Baptista Ferrari findet sich 1646 die Form Aurantium, die einen Bezug zum lateinischen Wort aurum für „Gold“ und damit zur Farbe der Frucht hat. Die Bezeichnung Pomeranze leitet sich vom lateinischen pomum aurantium (mit dem Zusatz „pomum“ = „Apfel“) her.
Carl von Linné wählte für die Bitterorange den wissenschaftlichen Namen Citrus aurantium. Nachdem heute klar ist, dass es sich dabei um eine Kreuzung handelt, wird der Name durch ein Kreuzungszeichen ergänzt: Citrus × aurantium.

## Trivia
Von der Pomeranze abgeleitet ist der umgangssprachlich scherzhafte oder auch abwertende Begriff „Landpomeranze“ für eine Frau aus ländlicher Provinz mit mangelnder Weltbildung, der sich u. a. auch auf die frische Farbe des Teints mit pomeranzenroten Pausbacken bezieht.

## Pomeranzen-Rarität

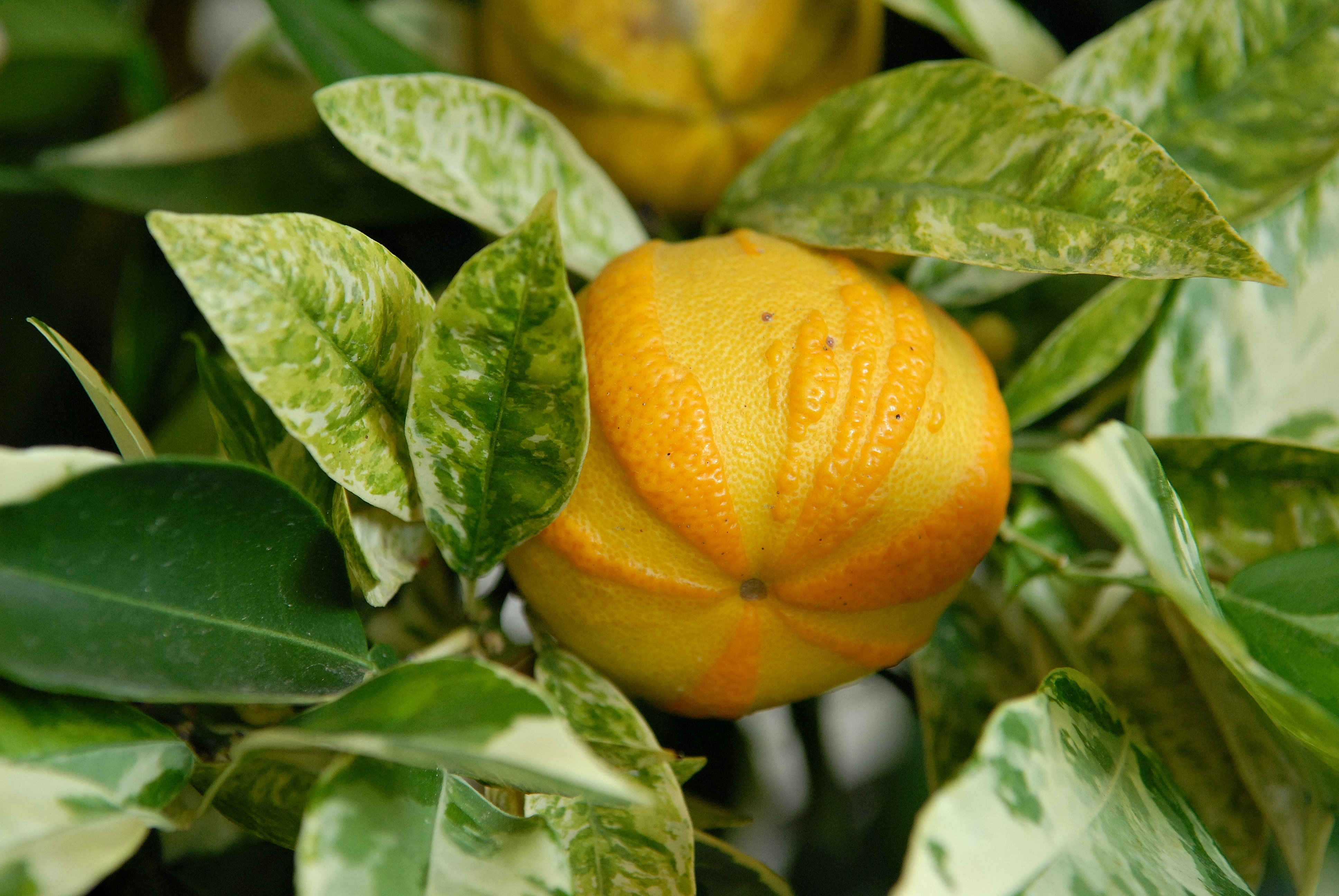
Eine Pomeranzen-Rarität ist die „Deutsche Landsknechthose“

Eine Pomeranzen-Rarität ist die „Deutsche Landsknechthose“ (Citrus aurantium Fasciata). Die bereits im 16. Jahrhundert beschriebene Frucht ist im reifen Zustand markant gestreift. Der Name spielt auf die Hosentracht deutscher Landsknechte an. Gestreifte Landsknechthosen werden nach wie vor von der Vatikan-Garde getragen. Die gestreiften Fruchtschalen der Landsknechthosen-Pomeranze sind während der Reife zunächst grün gefärbt, während sich die untere Schale gelb färbt. Zur Zeit der Vollreife sind die Streifen orangefarben. Die historische Sorte ist auch unter den Sortennamen Virgatum, Virgolare oder Fiamato zu finden.